# Batdsajaagiin Pürewdordsch
Batdsajaagiin Pürewdordsch (mongolisch Батзаяагийн Пүрэвдорж, * 18. November 1983) ist ein mongolischer Eishockeyspieler.

## Karriere
Pürewdordsch nahm für die mongolische Nationalmannschaft an den Weltmeisterschaften der Division III 2008, 2010 und 2012 sowie der Qualifikation für die Weltmeisterschaft der Division III 2013 teil. Zudem stand er 2010 im Aufgebot seines Landes beim IIHF Challenge Cup of Asia sowie bei den Winter-Asienspielen 2011. Auf Vereinsebene spielt er für Changarid in der mongolischen Eishockeyliga.